# Erioptera funesta
Erioptera funesta là một loài ruồi trong họ Limoniidae. Chúng phân bố ở miền Australasia.